# 고란 판데프
고란 판데프(마케도니아어: Горан Пандев, 1983년 7월 27일 ~ )는 북마케도니아의 전직 축구 선수로 과거 북마케도니아 대표팀의 주장을 맡은 바 있으며 다르코 판체프와 함께 북마케도니아에서 가장 높게 평가되는 축구 선수로 손꼽힘과 동시에 고체 세들로스키와 함께 FIFA 센추리클럽에 가입되어 있는 북마케도니아 선수 중 한명이다.

## 선수 시절

### 클럽
1983년 7월 27일 북마케도니아 스트루미차에서 태어나 1999년 16세의 나이에 자국 리그인 프르바 리가의 FK 벨라시차 입단을 통해 본격적으로 프로의 길로 들어서기 시작했고 이후 2000-01 시즌 18경기 6골을 터뜨리며 팀의 리그 4위의 성적에 일조했다.
그 후 2001-02 시즌을 앞두고 이탈리아 세리에 A의 명문 인테르 밀란으로 이적한 후 2002-03 시즌부터 2003-04 시즌까지 2시즌동안 레가 프로 프리마 디비시오네의 스페치아 칼초, 세리에 A의 US 안코니타나에서 임대 선수로 활동하며 43경기 5골을 기록했다.
이후 2004-05 시즌부터 2008-09 시즌까지 5시즌동안 SS 라치오 소속으로 공식전 189경기 64골을 터뜨리며 수페르코파 이탈리아나 2004 준우승, 세리에 A 2006-07 3위, 코파 이탈리아 2007-08 4강, 코파 이탈리아 2008-09 우승의 굵직한 성과를 남겼고 특히 코파 이탈리아 2008-09에서 무려 6골로 득점왕에 오르며 라치오의 코파 이탈리아 통산 5번째 우승컵을 안겼다.
그리고 2009-10 시즌을 앞두고 인테르 밀란으로 8년만에 복귀하여 공식전 70경기 8골을 기록하며 2009-10 시즌 트레블 달성(세리에 A 2009-10 우승, 코파 이탈리아 2009-10 우승, 2009-10년 UEFA 챔피언스리그 우승), 수페르코파 이탈리아 2010 우승, 세리에 A 2010-11 준우승, 2010년 UEFA 슈퍼컵 준우승, 2010년 FIFA 클럽 월드컵 우승 등에 일조했다.
그 뒤 2011-12 시즌에는 같은 세리에 A의 SSC 나폴리의 임대 선수로 공식전 42경기 7골로 코파 이탈리아 2011-12 우승, 2011-12년 UEFA 챔피언스리그 16강 진출 등에 공헌했고 2012-13 시즌을 앞두고 나폴리로 완전 이적을 확정지은 뒤 2013-14 시즌까지 공식전 82경기 15골을 터뜨리며 수페르코파 이탈리아나 2012 준우승, 세리에 A 2012-13 준우승, 세리에 A 2013-14 3위, 코파 이탈리아 2013-14 우승, 2013-14년 UEFA 유로파리그 16강 진출 등에 큰 공을 세웠다.
그리고 2014-15 시즌에는 튀르키예 쉬페르리그의 명문 갈라타사라이 SK 소속으로 비록 리그에서는 4경기 출전에 그쳤지만 팀의 통산 20번째 리그 우승을 맛보았고 튀르키예 쿠파스에서는 10경기 7골로 득점 랭킹 2위에 오르며 팀의 튀르키예 쿠파스 2연패 달성 및 통산 16번째 리그 컵대회 우승의 일등공신으로 활약했다.
그 뒤 2015-16 시즌부터 2021-22 시즌 중반까지 세리에 A의 제노아 CFC 소속으로 공식전 187경기 32골을 터뜨리며 활약했고 특히 코파 이탈리아 2016-17에서는 4골을 터뜨리며 칼리아리 칼초의 마르코 보리엘로, 유벤투스 FC의 파울로 디발라와 함께 공동 득점왕에 오르기도 했으나 팀은 이렇다할 성과를 내지 못했다.
그 후 2021-22 시즌이 진행 중이던 2022년 1월 31일 세리에 B의 파르마 칼초와 입단 계약을 체결한 뒤 2021-22 시즌 리그 11경기 1골을 기록했으며 2021-22 시즌을 끝으로 23년간의 현역 생활에 마침표를 찍었다.

### 국가대표팀
1999년부터 2002년까지 북마케도니아 청소년 대표팀에서 12경기 4골을 터뜨렸고 2001년 6월 6일 튀르키예와의 2002년 FIFA 월드컵 유럽 지역 예선 4조 7차전에서 북마케도니아 A대표팀에서의 국제 A매치 데뷔전을 치렀으며 이듬해인 2002년 8월에 열린 몰타와의 친선 경기에서는 A매치 데뷔골을 신고했다.
그 뒤 2018-19년 UEFA 네이션스리그 D에서 6경기에서 2골을 터뜨리며 차기 시즌 네이션스리그 C 승격에 기여했고 2019년 3월 21일 라트비아와의 UEFA 유로 2020 예선 G조 1차전에서 A매치 통산 100번째 경기에 출전하며 고체 세들로스키에 이어 FIFA 센추리클럽에 가입한 2번째 북마케도니아 선수가 되었다.
그리고 2020년 11월에 열린 조지아와의 UEFA 유로 2020 예선 플레이오프 D조 2라운드에서 선제골이자 결승골을 터뜨리며 북마케도니아 축구 역사상 첫 메이저 대회 본선 진출의 새로운 역사를 만들어냄과 동시에 국가대표팀 데뷔 20년만에 메이저 대회 본선 무대를 밟는 겹경사까지 맞이했다.
그리고 오스트리아와의 UEFA 유로 2020 본선 C조 조별리그 1차전에서 북마케도니아 사상 첫 메이저 대회 본선 득점의 주인공이 되었고 비록 팀의 후반 뒷심 부족이 드러나며 1-3으로 패했지만 풀타임을 소화하는 동안 중간중간 위협적인 모습을 보여주며 노익장을 과시했으며 네덜란드와의 C조 조별리그 최종전에서도 후반 23분까지 소화한 뒤 이 경기를 끝으로 20년간의 국가대표팀 선수 생활을 마감했다.

## 수상

### 클럽
SS 라치오
- 세리에 A : 3위 (2006-07)
- 코파 이탈리아 : 우승 (2008-09), 4강 (2007-08)
- 수페르코파 이탈리아나 : 준우승 (2004)

 인테르 밀란
- 세리에 A : 우승 (2009-10), 준우승 (2010-11)
- 코파 이탈리아 : 우승 (2009-10)
- UEFA 챔피언스리그 : 우승 (2009-10)
- FIFA 클럽 월드컵 : 우승 (2010)
- UEFA 슈퍼컵 : 준우승 (2010)
- 수페르코파 이탈리아나 : 우승 (2010)

 SSC 나폴리
- 세리에 A : 준우승 (2012-13), 3위 (2013-14)
- 코파 이탈리아 : 우승 (2011-12, 2013-14)
- 수페르코파 이탈리아나 : 준우승 (2012)

 갈라타사라이 SK
- 튀르키예 쉬페르리그 : 우승 (2014-15)
- 튀르키예 쿠파스 : 우승 (2014-15)

### 개인 수상
- 북마케도니아 올해의 선수 : 2004, 2006, 2007, 2008, 2010
- 코파 이탈리아 득점상 : 2008-09 (6골), 2016-17 (4골 / 공동 수상)

## 같이 보기
- A매치 100경기 이상 출전한 축구 선수 명단